# Jarocin ’88
Jarocin '88 – trzypłytowa kompilacja różnych wykonawców nagrana podczas festiwalu w Jarocinie w 1988. Wydana w 1989 przez wytwórnię Polskie Nagrania „Muza”, numer wydawnictwa SX 2777/9.

## Lista utworów

### LP 1 numer SX 2777[1]
1. Wielkanoc – "(W oczekiwaniu) na nowy dzień"
2. Kolaboranci – "Transparentyzm"
3. Vavel Underground – "Nasza Nina"
4. Dragon – "Armagedon"
5. Wolf Spider – "It's Only Vodka"
6. Dekret – "Dyrektorzy fabryk"
7. Japa's Boys – "Telewizyjna gra"
8. Opozycja – "Szczelnie okryty obojętnością"
9. Blitzkrieg – "Remarque"

### LP 2 numer SX 2778[1]
1. Ziyo – "Graffiti"
2. Stos – "Czas wilka"
3. Non Iron – "Każdy Ci to powie"
4. Yanko – "Maku ja nie sieję"
5. Obrazy nieba – "Na białej ścianie"
6. Bogdan Solak – "Perełki złotostruny"
7. Detonator BN – "Adela"
8. Turbo – "Anioł zła"
9. Bruno Wątpliwy – "Czekam, czekam"

### LP 3 numer SX 2779[1]
1. Recydywa – "Nasze Boogie"
2. Elsie – "Nagłe wtargnięcie"
3. Harry Krishna – "Krwawy taniec"
4. Program 3 – "It's Imposible"
5. Zielone Żabki – "List do Andrzeja"
6. Hammer – "Mask"
7. Free Blues Band – "Everybody Wants to Know"
8. Gutta Blues Band – "Godzina 21:30"
9. Syjon – "Obłędny maraton"